# Sergej Bondartsjoek
Sergej Fjodorovitsj Bondartsjoek (Russisch: Серге́й Фёдорович Бондарчу́к; Oekraïens: Сергій Федорович Бондарчук) (Belosjorka, 25 september 1920 – Moskou, 20 oktober 1994) was een in Oekraïne geboren filmregisseur, scenarioschrijver en acteur.

## Levensloop
Bondartsjoek werd geboren te Belosjorka in Oekraïne en debuteerde in 1937 op het toneel, nog zonder opleiding. Hij volgde later echter de theaterschool in Rostov aan de Don, waar hij in 1942 afstudeerde. Hij zette zijn opleiding voort aan de staatsfilmschool in Moskou.
Als regisseur werkte Bondartsjoek aan de meest uiteenlopende filmgenres, maar hij werd in het westen vooral bekend door zijn verfilming van Leo Tolstojs Oorlog en vrede, waarin hij ook de hoofdrol (Pierre Bezoechov) speelde. De productie van deze bijna zeven uur durende film besloeg zeven jaar. Er namen meer dan 120 000 soldaten deel aan de massascènes van Napoleons veldslag tegen de Russen (bij Borodino) en er werden meer dan 35 000 kostuums gemaakt. Bondartsjoek had bijzonder veel oog voor detail, zodat deze film ook een zo getrouw mogelijke weergave is van het leven rond 1812. Oorlog en Vrede, de duurste filmproductie in de sovjet-filmgeschiedenis, leverde Bondartsjoek in 1968 een Oscar op (voor de beste buitenlandse film).
Sergej Bondartsjoek overleed in Moskou en werd daar begraven op de Novodevitsji-begraafplaats, dat bij het Novodevitsji-klooster hoort.

## Filmografie
- 1956: Othello (Отелло)
- 1959: Het lot van een mens (Судьба человека)
- 1967: Oorlog en vrede (Война и Мир)
- 1970: Waterloo (Ватерлоо)
- 1975: Zij vochten voor het moederland (Они сражались за родину)
- 1977: De steppe (Степ)
- 1982: Rode klokken (Красные колокола)
- 1986: Boris Godunov (Борис Годунов)
- 1992: Rustig stroomt de Don (Тихий Дон)

- Bibsys: 90124931
- Biblioteca Nacional de España: XX1520403
- Bibliothèque nationale de France: cb146533699 (data)
- Catàleg d'autoritats de noms i títols de Catalunya: 981058614929106706
- CiNii: DA11953291
- Gemeinsame Normdatei: 118661361
- International Standard Name Identifier: 0000 0001 2148 5893
- Library of Congress Control Number: n82106804
- Nationale Bibliotheek van Letland: 000184722
- Nationale Bibliotheek van Tsjechië: ola2002153858
- Nationale bibliotheek van Australië: 36565123
- Nationale Bibliotheek van Israël: 987007325742505171
- Nationale Bibliotheek van Polen: a0000001907178
- Nederlandse Thesaurus van Auteursnamen: 073578843
- Réseau des bibliothèques de Suisse occidentale: 02-A000021453
- Istituto Centrale per il Catalogo Unico: RAVV090197
- SNAC: w6p41481
- Système universitaire de documentation: 078176883
- Trove: 1295509
- Virtual International Authority File: 116483432
- WorldCat: E39PBJxCtt39Y8G47dvwyBrH4q